# Фензин
Фензин (думата е образувана при сливане на думите fan и magazine) е периодично или непериодично независимо издание, създадено и списвано доброволно и безплатно от и за фенове на дадена тема. Това е свободен вестник, честно нелегален (не е регистриран), обикновено специализиран, необвързан с условия за продажба, разпространяван в книжарници, музикални магазини, гимназии, университети, концертни зали или лично, така да се каже от уста на ухо. Тиражите са ограничени (средният тираж на фензин във Франция е 200 екземпляра.) и с неопределена периодичност. Говори се и за Графзини: фензини с художествени амбиции, които публикува графики на студенти от художествени академии.

## История
Най-често посветени на рок музика, кино, телевизионни сериали, политика или масова култура (най-вече комикси), първите комикси се появяват през тридесетте години на ХХ век. Съществува и мнение, че началото на фензините се полага от научната фантастика и американското списание The Time Planet, издадено през 1926 г. Безспорно за първи фензин се счита The Comet, издаван през 1930 г., който публикува писма на фенове на научната фантастика.

## Някои от темите на фензини
- научна фантастика
- музика
- комикси
  - манга
- кино
- литература
- политика
  - анархизъм
  - вегетарианство
  - равенство между половете
  - критика на капитализма
- ролеви игри
- информатика
- хроники
- спорт